# Perros-Guirec
Perros-Guirec   (en bretón Perroz-Gireg) es una población y comuna francesa, en la región de Bretaña, departamento de Côtes-d'Armor, en el distrito de Lannion y cantón de Perros-Guirec.

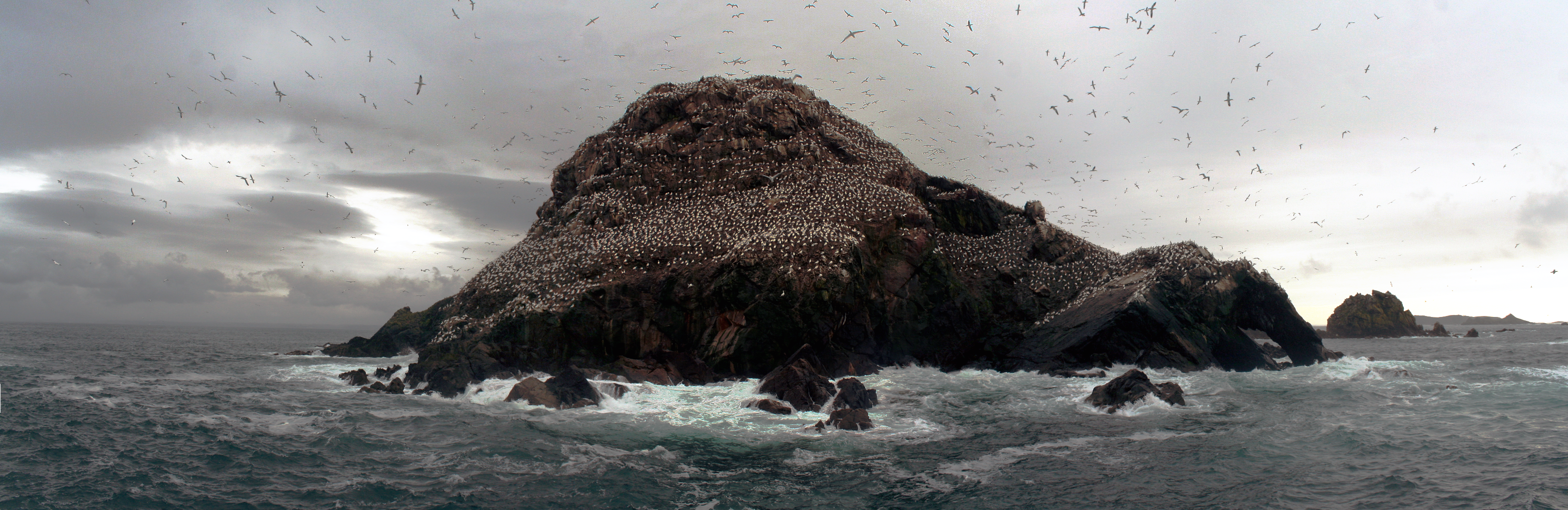
Panorámica de la Reserva Natural de las 7 Islas, con una colonia de alcatraces.

## Demografía
| 1 738 | 1 477 | 1 783 | 1 968 | 2 251 | 2 366 | 2 368 | 2 555 | 2 605 | 2 635 | 2 765 | 2 800 | 2 761 | 2 778 | 2 920 | 2 713 | 2 614 | 2 809 | 2 991 | 3 395 | 3 488 | 3 633 | 4 078 | 4 432 | 4 605 | 5 812 | 5 231 | 6 020 | 6 866 | 7 773 | 7 496 | 7 497 | 7 614 | 7 369 |
| Para los censos de 1962 a 1999 la población legal corresponde a la población sin duplicidades (Fuente: INSEE [Consultar]) |       |       |       |       |       |       |       |       |       |       |       |       |       |       |       |       |       |       |       |       |       |       |       |       |       |       |       |       |       |       |       |       |       |